# Calasiao
Calasiao is een gemeente in de Filipijnse provincie Pangasinan op het eiland Luzon. Bij de laatste census in 2007 had de gemeente ruim 85 duizend inwoners.

## Geografie

### Bestuurlijke indeling
Calasiao is onderverdeeld in de volgende 24 barangays:

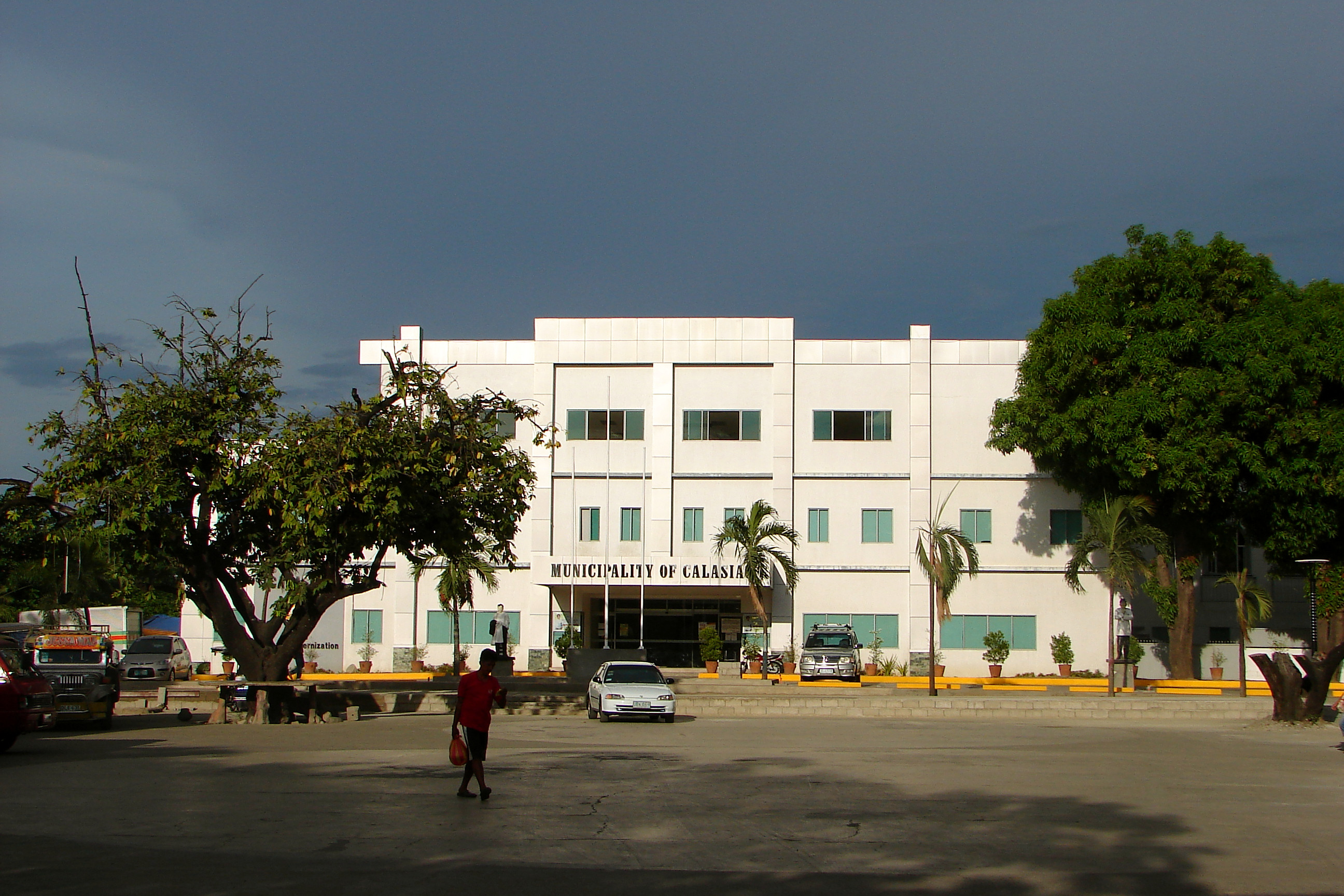
Het gemeentehuis

| - Ambonao - Ambuetel - Banaoang - Bued - Buenlag - Cabilocaan - Dinalaoan - Doyong - Gabon - Lasip - Longos - Lumbang | - Macabito - Malabago - Mancup - Nagsaing - Nalsian - Poblacion East - Poblacion West - Quesban - San Miguel - San Vicente - Songkoy - Talibaew |

## Demografie
Calasiao had bij de census van 2007 een inwoneraantal van 85.419 mensen. Dit zijn 8.380 mensen (10,9%) meer dan bij de vorige census van 2000. De gemiddelde jaarlijkse groei komt daarmee uit op 1,43%, hetgeen lager is dan het landelijk jaarlijks gemiddelde over deze periode (2,04%).